# Автотрофне цвітіння
Автотрофне цвітіння — феномен планетарного спалаху розвитку рослинності в кінці  палеозою. Стало наслідком помітного зниження в  атмосфері вмісту О2 і підвищення вмісту СО2. Супроводжувалося змінами клімату і, мабуть, створило запаси палива, на яких заснована сучасна цивілізація.
За значущістю для наземного життя планети події  кам'яновугільного періоду порівнянні тільки з силурійськими (впровадження судинних рослин) і неогеновими (різнотрав'я).
Ніщо так не впливає на вміст в атмосфері вуглекислого газу, як рослинний покрив. Посилене вивітрювання гірських порід, що почалося в пізньодевонску епоху, йшло з поглинанням «парникового газу». До того ж вугленакопичення в гігантських масштабах ховало вуглець, не даючи йому окислитися і перетворитися знову на вуглекислий газ. Розширення суші теж позначилося на змінах клімату (альбедо суші вище, ніж біля поверхні океану), тому температура в кінці  палеозойської ери дещо впала.
У кам'яновугільному періоді поховання вуглецю у вигляді відмерлих наземних рослин не було врівноважено роботою організмів-руйнівників, подібних до розкладаючих лігнін і  целюлозу вищих і сумчастих грибів або термітів.
Якщо на один відкладений в осад атом  кальцію або  магнію припадає один атом вуглецю, то достатньо всього одного атома фосфору, щоб захоронити від 100 атомів вуглецю і більше. Фосфор задіяний в обміні речовин і накопичується усередині живих клітин. Вони швидко руйнуються, і фосфор повертається в оборот знову і знову. Так частка похованого вуглецю подвоюється. Але деревні тканини, подібні до лігніну, а також торф і вугілля містять до 1000 атомів вуглецю все на той же атом фосфору.
Не дивно, що склад атмосфери сильно помінявся. Відсутність рівноваги між руйнівниками і виробниками виразилася в потужному накопиченні вугілля, а значить, і вуглецю. До кінця кам'яновугільного періоду вміст вуглекислого газу в атмосфері впав в 10 разів і настало пізньокам'яновугільне — раньопермське — заледеніння.
Кисень, що виділяється наземними рослинами, не встигав витрачатися на окислення похованої органічної речовини. Атмосфера наситилася ним на 35% (зараз 20,9%). Оскільки вміст азоту залишалося незмінним, зріс атмосферний тиск. Підвищилися щільність, в'язкість і швидкість перемішування газових молекул. Якби вміст кисню збільшився за 35%, вся наземна органіка самозагорілася б. Втім, навіть при такому його рівні з середини кам'яновугільного періоду почастішали лісові пожежі.
Не зовсім звичайний склад кам'яновугільної атмосфери породив гігантів серед наземних тварин, які в інші часи не були занадто помітні.